# Chrysopilus irroratus
Chrysopilus irroratus är en tvåvingeart som beskrevs av Ignaz Rudolph Schiner 1868. Chrysopilus irroratus ingår i släktet Chrysopilus och familjen snäppflugor. Inga underarter finns listade i Catalogue of Life.